# Hochstedter Bach
Der Hochstedter Bach ist ein linker Zufluss der Helme im Landkreis Nordhausen, in Thüringen, in Deutschland. Von der Quelle bis zur Mündung ist der Hochstedter Bach ein Gewässer 2. Ordnung, die Unterhaltung obliegt dem Gewässerunterhaltungsverband Helme | Ohne | Wipper.

## Verlauf
Der Hochstedter Bach entspringt nordöstlich des Weilers Steinsee. Er fließt, bevor er Hochstedt erreicht, in südöstliche Richtung. Am nördlichen Ortsrand von Hochstedt knickt er in südwestliche Richtung ab. Kurz vor der Unterquerung der Bundesstraße 243, erreicht er das Gebiet der Gemeinde Werther und ändert seine Fließrichtung erneut. Bis zur Mündung in die Helme fließt er nach Süden.